# Дане (име)
Дане је словенско мушко име, које је изведено или од имена Богдан или Данијел или Данило. Име Дане се на енглеском говорном подручју чита као Дејн (енгл. Dane).

## Популарност
У Хрватској је ово име током 20. века било веома популарно, али му је последњих година популарност опадала. У Словенији је 2007. било на 465. месту по популарности.